# Кобре
Кобре су змије отровнице из породице гуја (лат. Elapidae). То је збирни назив за читав низ разних врста змија из те породице, сврстаних иначе у разне родове.

## Грађа
Величина им се креће од приближно 60 центиметара па све до 5 метара, али најчешћи су одрасли примерци од 2 метра. Ове су змије можда најпознатије по томе што могу да рашире свој врат тако да обликују савршени мехур.

## Станиште
Природно станиште им је поприлично разнолико. Неке врсте живе у пустињама, а друге у тропским кишним шумама и другим стаништима у Африци и Азији. Врло често живе у близини људских насеља па тако често долази до међусобног контакта где нису ретки ни опасни угризи.

## Отровност
Упркос својој великој и злогласној репутацији, угриз кобре ретко завршава смрћу угрижене особе. Нека истраживања указују да је чак око 50% угриза без отрова, то су тзв. "суви угризи". Угриз је смртоносан у само 10% случајева, али се опасност разликује од врсте до врсте. Неке су врсте много опасније од других. Зуби су им релативно мали па понекад не омогућују ефективно уштрцавање отрова. На пример, краљевске кобре дуге 5 метра имају отровне зубе дуге свега 1 центиметар, док поскок дуг једва 1 метар има отровне зубе једнаке величине. Такође, кобрин угриз је врло спор у поређењу с муњевитим угризима других опасних змија отровница, углавном љутица као сто су наш поскок и риђовка. Ипак, сваки угриз треба схватити врло озбиљно (као потенцијално смртоносан) и што хитније потражити лекарску помоћ. Смрт од угриза (ако је угриз смртоносан) најчешће наступа у року од 2-6 сати, али ако је отров убризган директно у вену она може наступити у мање од једног сата.

## Најпознатије врсте
На подручју јужне и Југоисточне Азије живи краљевска кобра (Ophiophagus hannah) која је највећа змија отровница на свету. Нису ретки примерци дужине 4,5 м, а рекордна величина је 5,7 м. Пошто живи искључиво у шумским подручјима, ретко долази у додир са човеком, тако да је број угриза ове змије врло мали. Најчешће буду угризени кротитељи змија у Бурми и Тајланду који за своје представе користе ове змије. Иако јој отров није нарочито токсичан и по својој снази знатно слабији од бројних других змија, угриз је врло опасан, јер змија угризом излучи велику количину отрова. Забележен је случај када је краљевска кобра угризла слона у кожни набор на врху сурле, па је слон за неколико сати угинуо. Ове се змије хране искључиво другим змијама па се и због тога на латинском зову змијождери.
Иако људи често страдају од индијске кобре (Naja naja), број угриза је релативно мали у односу на бројност популације кобри и људске популације. Разлог томе је што се кобра сматра отеловљењем неких индијских божанстава, па многи људи пазе да кобрама не сметају и не науде. Чак се негде (на пример, у месту Схигали) одржавају фестивали са змијама. Људи пре таквих догађаја сакупљају кобре и након фестивала брижљиво их враћају на место на којем су их нашли.
Због посебне грађе отровних зуба, неке кобре могу штрцати отров на удаљеност и до 2 метра и тако се бранити од нападача. Отров има јако надражујуће деловање на очи и, ако се одмах не испере, може довести до трајног слепила. Посебно су по тој особини познате четири врсте афричких кобри, то су : црноврата кобра (Naja nigricollis), мозамбичка кобра (Naja mossambica), црвена кобра (Naja pallida) и јужноафричка кобра пљувачица (Hemachatus haemachatus). Такође, неке врсте азијских кобри попут малезијске кобре пљувачице (Naja sputatrix) могу штрцати отров.
Позната је и чувена египатска кобра (Naja haje) која поседује један од најснажнијих отрова од свих кобри, па је њен угриз често смртоносан. Верује се да је египатска краљица Клеопатра починила самоубиство или је била убијена угризом ове змије. Ова је кобра такође у време старог Египта била симбол Доњег Египта, а звала се Уаџит и представљала је ватрено око бога Ра.
- Синајска пустињска кобра
- Египатска кобра
- Јужноафричка кобра пљувачица
- Краљевска кобра